# Ковзанярський спорт на зимових Олімпійських іграх 2022 — 1500 метрів (чоловіки)
Змагання з ковзанярського спорту на дистанції 1500 метрів серед чоловіків на зимових Олімпійських іграх 2022 відбудуться 8 лютого на Національному ковзанярському стадіоні в Пекіні (Китай).
Чинний олімпійський чемпіон К'єлд Нойс кваліфікувався на Олімпіаду, як і срібний призер Ігор-2018 Патрік Руст. Станом на початок Олімпійських ігор Нойс був світовим рекордсменом. Томас Крол виграв Чемпіонат світу на окремих дистанціях 2021 року на дистанції 1500 м, а Нойс і Руст здобули, відповідно, срібну та бронзову медалі. Джой Мантія очолював залік Кубка світу 2021–2022 після чотирьох змагань на 1500 м, що відбулися перед Олімпійськими іграми. За ним розмістилися Нін Чжун'янь і Коннор Гау. 4 грудня в Солт-Лейк-Сіті Мантія показав найкращий час сезону 1:41.15.

## Рекорди
Перед змаганнями світовий і олімпійський рекорди були такими:
| Світовий рекорд     | К'єлд Нойс (NED)  | 1:40.17 | Солт-Лейк-Сіті (США) | 10 березня 2019 |
| Олімпійський рекорд | Дерек Парра (USA) | 1:43.95 | Солт-Лейк-Сіті (США) | 19 лютого 2002  |

## Результати
| Місце | Пара | Доріжка | Ім'я                | Країна                     | Час     | Відставання | Нотатки |
| ----- | ---- | ------- | ------------------- | -------------------------- | ------- | ----------- | ------- |
| 1     | 11   | O       | К'єлд Нойс          | Нідерланди                 | 1:43.21 |             | OR      |
| 2     | 10   | I       | Томас Крол          | Нідерланди                 | 1:43.55 | +0.34       |         |
| 3     | 11   | I       | Кім Мін Сок         | Південна Корея             | 1:44.24 | +1.03       |         |
| 4     | 10   | O       | Педер Конґшеуґ      | Норвегія                   | 1:44.39 | +1.18       |         |
| 5     | 15   | O       | Коннор Гау          | Канада                     | 1:44.86 | +1.65       |         |
| 6     | 13   | O       | Джой Мантія         | США                        | 1:45.26 | +2.05       |         |
| 7     | 14   | O       | Нін Чжун'янь        | Китай                      | 1:45.28 | +2.07       |         |
| 8     | 9    | O       | Сергій Трофімов     | Олімпійський комітет Росії | 1:45.32 | +2.11       |         |
| 9     | 4    | O       | Марсел Боскер       | Нідерланди                 | 1:45.42 | +2.21       |         |
| 10    | 13   | I       | Сейтаро Ітіноне     | Японія                     | 1:45.53 | +2.32       |         |
| 11    | 9    | I       | Емері Леман         | США                        | 1:45.78 | +2.57       |         |
| 12    | 15   | I       | Аллан Даль Юганссон | Норвегія                   | 1:45.81 | +2.60       |         |
| 13    | 12   | O       | Барт Свінгс         | Бельгія                    | 1:45.82 | +2.61       |         |
| 14    | 7    | I       | Данило Алдошкін     | Олімпійський комітет Росії | 1:46.33 | +3.12       |         |
| 15    | 3    | I       | Руслан Захаров      | Олімпійський комітет Росії | 1:46.46 | +3.25       |         |
| 16    | 12   | I       | Крістіан Улеклейв   | Норвегія                   | 1:46.56 | +3.35       |         |
| 17    | 14   | I       | Такуро Ода          | Японія                     | 1:46.60 | +3.39       |         |
| 18    | 5    | I       | Дмитро Морозов      | Казахстан                  | 1:47.01 | +3.80       |         |
| 19    | 4    | I       | Корнеліус Керстен   | Велика Британія            | 1:47.11 | +3.90       |         |
| 20    | 6    | O       | Ван Хаотянь         | Китай                      | 1:47.13 | +3.92       |         |
| 21    | 3    | O       | Park Seong-hyeon    | Південна Корея             | 1:47.59 | +4.38       |         |
| 22    | 8    | O       | Тайсон Ланґелаар    | Канада                     | 1:47.81 | +4.60       |         |
| 23    | 2    | O       | Антуан Желіна-Больє | Канада                     | 1:48.00 | +4.79       |         |
| 24    | 2    | I       | Харальдс Сіловс     | Латвія                     | 1:48.24 | +5.03       |         |
| 25    | 6    | I       | Алессіо Трентіні    | Італія                     | 1:48.33 | +5.12       |         |
| 26    | 1    | I       | Пітер Майкл         | Нова Зеландія              | 1:48.68 | +5.47       |         |
| 27    | 5    | O       | Лянь Цзивень        | Китай                      | 1:49.15 | +5.94       |         |
| 28    | 7    | O       | Кейсі Доусон        | США                        | 1:49.45 | +6.24       |         |
| 29    | 8    | I       | Матіас Восте        | Бельгія                    | 1:49.93 | +6.72       |         |